# David Garnett
David Garnett (Brighton, 9 de març de 1892 – Montcuc, 17 de febrer de 1981) va ser un escriptor i editor anglès del Grup de Bloomsbury. Quan era nen, tenia una capa de pell de conills que dona peu al seu sobrenom "Bunny" (literalment, Conill), nom amb el qual fou conegut pels seus amics i íntims al llarg de tota la seva vida. Garnett escrivia narracions de temàtica satírica i fantàstica.

## Obres
- Turgenev (1917)
- Dope Darling (1919) novel·la
- Lady into Fox (1922) novel·la
- A Man in the Zoo (1924) novel·la
- The Sailor's Return (1925) novel·la
- Go She Must! (1927) novel
- The Old Dove Cote (1928)
- A Voyage to the Island of the Articoles
- Never Be a Bookseller (1929) memoirs
- No Love (1929) novel
- The Grasshoppers Come (1931)
- A Terrible Day (1932)
- A Rabbit in the Air (1932)
- Pocahontas (1933)
- Letters from John Galsworthy 1900-1932 (1934)
- Beany-Eye (1935)
- The Letters of T. E. Lawrence (1938) editor
- The Battle of Britain (1941)
- War in the Air (1941)
- The Campaign in Greece and Crete (1942)
- The Novels of Thomas Love Peacock (1948) editor
- The Golden Echo (1953) autobiography (i)
- The Flowers of the Forest (1955) autobiografia (ii)
- Aspects of Love (1955)
- A Shot in the Dark (1958)
- A Net for Venus (1959) novel·la
- The Familiar Faces (1962) autobiografia (iii)
- Two by Two (1963) novel
- 338171 T. E. (Lawrence of Arabia) de Victoria Ocampo (1963) traducció
- Ulterior Motives (1966) novel
- The White/Garnett Letters (1968) correspondència amb T. H. White
- Carrington: Letters & Extracts From Her Diaries (1970)
- First 'Hippy' Revolution (1970)
- A Clean Slate (1971)
- The Sons of the Falcon (1972) novel·la
- Purl and Plain (1973)
- Plough Over the Bones (1973) novel·la
- The Master Cat (1974)
- Up She Rises (1977)
- Great Friends. Portraits of Seventeen Writers (1979)
- David Garnett. C.B.E. A Writer's Library (1983)
- The Secret History of PWE : The Political Warfare Executive, 1939-1945 (2002)